# 把銀禧帶來
《把銀禧帶來》是一本由沃德·摩爾編寫，於1953年出版的架空歷史小說。此書的故事與現實的分歧點是美利堅聯盟國勝出了葛底斯堡戰役，並最終於1864年7月4日迫使美利堅合眾國向聯盟國投降，使聯盟國勝出「南方獨立戰爭」。
故事發生在20世紀中期的美國，時值聯盟國與其敵人德意志聯盟處於戰爭狀態。主角霍奇·巴奇邁卡進行了一次時間旅行，回到過去聯盟國勝出戰爭之時，而令歷史改變。

## 故事背景
因美利堅聯盟國在美國南北戰爭中勝出了葛底斯堡戰役，因此最終於1864年7月4日迫使美利堅合眾國向聯盟國投降，使聯盟國勝出美國南北戰爭。
戰爭結束後，羅伯特·李於1865年取代傑佛遜·戴維斯，成為了美利堅聯盟國總統。但當時的美利堅聯盟國國會無視反帝國主義的李總統的意願，多次進行擴張行動。聯盟國軍隊入侵了墨西哥，並進而佔領了整個拉丁美洲。之後，聯盟國更佔領了西太平洋不少島嶼。
美利堅聯盟國的不少城市皆蓬勃發展，其中包括華盛頓-巴爾的摩（由華盛頓哥倫比亞特區、巴爾的摩和亚历山德里亚合併而成）和利斯堡（即墨西哥城）。美利堅聯盟國亦成為了世界上兩個超級大國的其中之一。另一個超級大國則為德意志聯盟。
德意志聯盟因於1914年至1916年爆發的帝王戰爭（即第一次世界大戰）中勝出，而成為歐洲霸主，以至超級大國。德意志聯盟國土由波羅的海延伸至巴爾幹半島，更與西班牙帝國結成聯盟。為了維持權力平衡，美利堅聯盟國遂購買了俄羅斯帝國的阿拉斯加，並與大英帝國結成邦聯。兩國之間的關係逐漸惡化，並最終於1950年代爆發戰爭。

## 故事
| 美利堅聯盟國 美利堅合眾國 海地共和國 | 德意志聯盟 大英帝國 西班牙帝國 法蘭西帝國 |

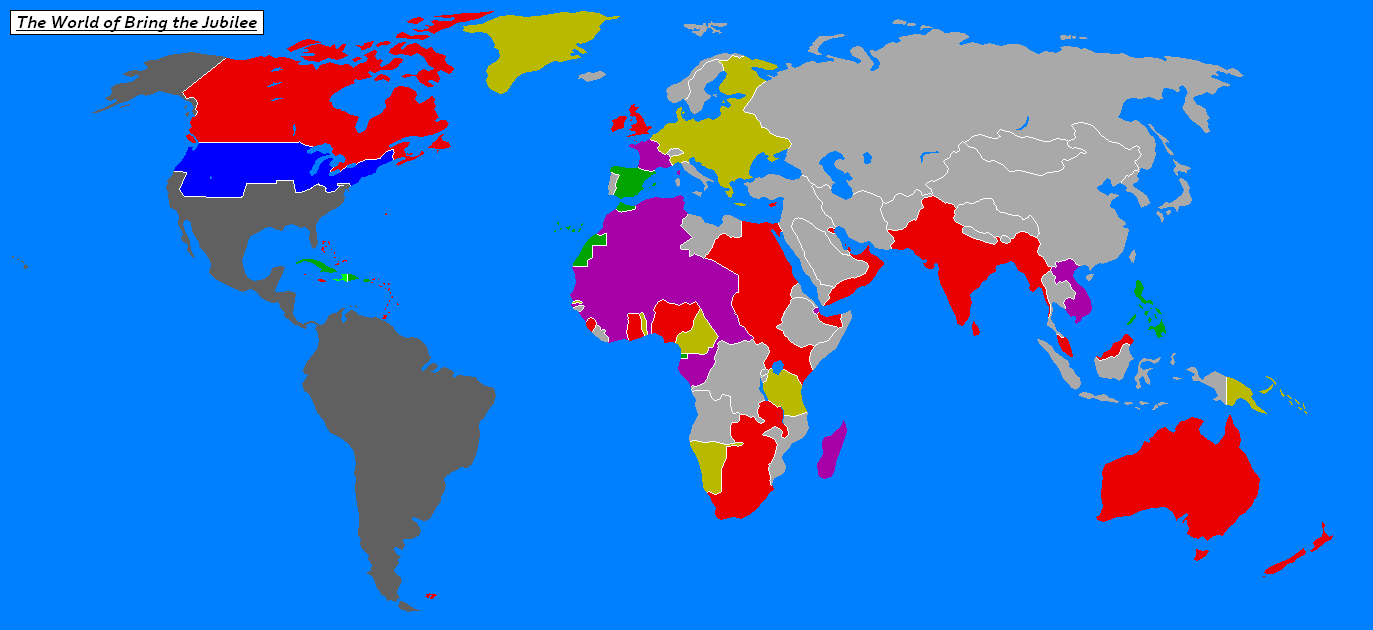
《把銀禧帶來》於1952年的世界局勢
----
美利堅聯盟國
美利堅合眾國
海地共和國
德意志聯盟
大英帝國
西班牙帝國
法蘭西帝國

《把銀禧帶來》敘述者為霍金斯·“豪吉”·麥考密克·巴奇邁卡。豪吉於現實世界中的1877年，將他的故事記錄在一本日記中。
豪吉生於另一個平行宇宙的1921年，地點為紐約州北部的華帕英格瀑布。於17歲時，豪吉前往美利堅合眾國中最大的城市紐約市（但相對於美利堅聯盟國中的大城市，美利堅合眾國的紐約市僅僅是一座小城市），試圖考入學院或大學。在他的一些財產被劫後，他與一些盛大軍隊成員會晤。
盛大軍隊是一個試圖透過破壞和恐怖活動來顛覆美利堅聯盟國的組織。他們其中一個行動為偽造西班牙貨幣，目的是令西班牙與美利堅聯盟國爆發戰爭。他們更不惜令美利堅合眾國成為兩國的戰場。豪吉接受了盛大軍隊提供的職位，並在一間書店中工作。豪吉的工作為他帶來了食物，並且提供了閱讀的機會。豪吉因此在此工作了六年。
六年後，因一神秘女性的邀請，豪吉離開了紐約並到達了賓夕法尼亞州。豪吉成為一個歷史學家並研究南北戰爭的願望在他與該女子接觸後實現。該女子為學者和知識分子組織「哈格避風港」的成員。在這裡，他遇到了一個研究時間旅行的科學家。於1952年，豪吉終於有機會見證葛底斯堡戰役。豪吉穿上特殊的手錶以讓該科學家跟踪他所處於的時空，並透過時間旅行回到1863年。
在1863年，他無意中令佔領小圓頂的美利堅聯盟國將軍身亡。而在霍奇的平行宇宙中，美利堅聯盟國因成功佔領小圓頂而戰勝。因佔領小圓頂的美利堅聯盟國將軍死亡，美利堅合眾國的斯特朗·文森特的旅與約書亞·張伯倫的緬因州第二十志願步兵團便成功佔領小圓頂，並最後改寫了歷史。因歷史被改寫了，所以豪吉便不能回到自己的平行宇宙，並被迫停留在這個時空（這個時空與現實相同）。豪吉最後決定將自己的故事寫下來。

## 評價
格羅夫·康克林指出《把銀禧帶來》為「一個重要的原創作品……擁有豐富和切實的想像」，而理查德·A·路帕柯夫則將《把銀禧帶來》形容為「自古至今其中一個最巧妙的平行世界的故事」。但是，阿爾吉斯·巴達勒薩卻批評小說「總是讓我讀起來有點費力」。雖然斯凱勒·米勒亦指出小說的吸引力有限，但仍稱讚其成熟的、精心的和深思熟慮的結構。
猶太前進日報將《把銀禧帶來》評為「架空歷史文學史上最好的例子」。而布賴恩·W·奧爾迪斯和大衛·榮羅夫則將其列為「精彩的架空歷史小說」，並指出作者的“機智和智慧”在架空歷史小說界中具影響力。

## 出版歷史
一個更短，中篇小說版的《把銀禧帶來》出現在1952年11月的幻想和科幻小說雜誌上。安東尼·布徹和弗朗西斯·麥科馬斯稱讚了此版本「增加背景細節和深度刻畫是合理的」。
在《把銀禧帶來》的正式版於1953年出版後，四方科幻小說亦於1965年重印了《把銀禧帶來》。《把銀禧帶來》更於1970年代和1997年分別由雅芳圖書和德爾雷圖書重新發行。在2001年，《把銀禧帶來》被列入「20世紀最佳架空歷史小說」文集。